# SD Gundam World: Gachapon Senshi 5 - Battle of Universal Century
SD Gundam World: Gachapon Senshi 5 - Battle of Universal Century (SDガンダムワールド ガチャポン戦士5 Battle of Universal Century) est un jeu vidéo de stratégie développé par Bandai, et édité par Yutaka en décembre 1992 sur Nintendo Entertainment System. C'est une adaptation en jeu vidéo de la série basée sur l'anime Mobile Suit Gundam et notamment Super Deformed Gundam. C'est le dernier opus d'une série de cinq jeux vidéo,.

## Série
1. SD Gundam World: Gachapon Senshi - Scramble Wars : 1987, Famicom Disk System
1.5.  SD Gundam World: Gachapon Senshi - Scramble Wars - Map Collection : 1989, Famicom Disk System
2. SD Gundam World: Gachapon Senshi 2 - Capsule Senki : 1989, NES
3. SD Gundam World: Gachapon Senshi 3 - Eiyuu Senki : 1990, NES
4. SD Gundam World: Gachapon Senshi 4 - New Type Story : 1991, NES
5. SD Gundam World: Gachapon Senshi 5 - Battle of Universal Century